# Tomasz S. Olszewski
Tomasz Sebastian Olszewski (1 de junio de 1957) es un botánico polaco, destacado por sus estudios sobre la familia de las orquídeas.
Desarrolla su actividad académica en el "Departamento de Taxonomía Vegertal y Conservación Ambiental, de la Universidad de Gdansk". En la década de 1990 fue investigador en el "Instituto de Construcciones, Mecanización y Electrificación Rural, en Varsovia.

## Algunas publicaciones
- Olszewski, TS. 1993. The method of assessment of green fodder harvesting technologies. Roczniki Nauk Rolniczych / C-Technika Rolnicza 79: 3: 13-24

- Olszewski TS; DL Szlachetko. 1998. A provisional checklist of the orchids of Equatorial Guinea. Fragmenta Floristica & Geobot 43: 1: 13-38

- Olszewski, TS; DL Szlachetko. 1999. A provisional checklist of the continental African Orchidaceae. Introduction. Fragmenta Floristica & Geobot 2: 44: 291-297

- Olszewski, TS; J Minasiewicz. 1999. A provisional checklist of the continental African Orchidaceae. l. Tropidioideae, Spiranthoideae & Neottioideae. Fragmenta Floristica & Geobot 2: 44: 299-313

- Minasiewicz, J; TS Olszewski. 1999. A provisional checklist of the continental African Orchidaceae. 2. Orchidoideae l. Orchideae: Orchidinae - Platantherinae. Fragmenta Floristica & Geobot 2: 44: 315-353

- Dariusz L. Szlachetko, Tomasz S. Olszewski. 2001. Orchidaceae, Volumen 2. Volumen 35 de Flore du Cameroun. Editor Ministère de la recherche scientifique et technique, (MINREST) 34 pp.

- Olszewski, TS; DL Szlachetko. 2003. A provisional checklist of the continental African Orchidaceae. 3. Orchidoideae. 2. Diseae-Huttonaeeae. Polish Bot. J. ISSN 1641-8190, 48: 2: 99-126

- Olszewski, TS. 2004. A provisional checklist of the continental African Orchidaceae. 4. Orchidoidea. 3. Satyrieae. Polish Bot.J., ISSN 1641-8190, 49: 1: 21-34

- Olszewski, TS. 2004. A provisional checklist of the continental African Orchidaceae 5. Vanilloideae. Polish bot.J. ISSN 1641-8190, 49: 2: 123-134

- La abreviatura «Olszewski» se emplea para indicar a Tomasz S. Olszewski como autoridad en la descripción y clasificación científica de los vegetales.[1]